# Csesztve

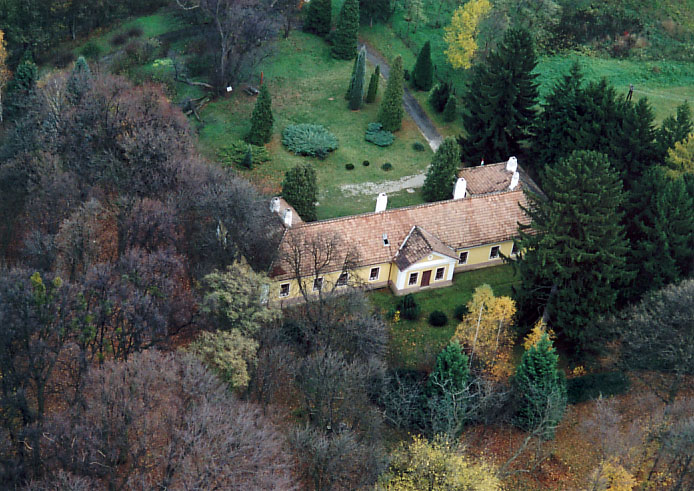
fragment wsi

Csesztve – wieś i gmina w północnej części Węgier, w pobliżu miasta Balassagyarmat. Miejscowość leży na obszarze Średniogórza Północnowęgierskiego, w pobliżu granicy ze Słowacją. Administracyjnie osada należy do powiatu Balassagyarmat, wchodzącego w skład komitatu Nógrád.
Gmina Csesztve liczy 327 mieszkańców (2009) i zajmuje obszar 16,25 km².